# Юсупов, Ильман Мовсурович
Ильма́н Мовсу́рович Юсу́пов (23 сентября 1951 года, совхоз имени Кирова, Майский район, Павлодарская область, Казахская ССР) — чеченский поэт, писатель и журналист, редактор, педагог, член Союза писателей Швеции с 2015 года.

## Биография
Родился в депортированной семье Мовсура Юсупова родом из селения Хаттуни Веденского района Чечни. В конце 1950-х семья вернулась на Родину.
В 1970 году с отличием окончил Махкетинскую среднюю школу Веденского района. В 1977 году окончил Ленинградский государственный университет имени А. А. Жданова.
В 1978—1993 годы работал учителем истории и обществоведения, а также заместителем директора по учебно-воспитательной работе Хаттунинской средней школы Веденского района.
С мая по август 1993 года занимал должность заместителя редактора газеты «Маршонан аз» («Голос свободы»). В августе 1993 года был назначен главным редактором литературно-художественного журнала «Орга» Союза писателей Чеченской Республики Ичкерия.
Во время Первой русско-чеченской войны состоял в редколлегии газеты «Ичкерия». С сентября 1996 года и до начала Второй русско-чеченской войны (1999) работал первым заместителем министра образования и науки ЧРИ.
Член Союза писателей РФ. Кандидат в мастера спорта СССР по шахматам. Кавалер ордена «Яхь» («Достоинство»).
С 2001 года живёт в эмиграции.

## Творчество
Писать стихи начал со школьных лет. Первая публикация — в 1969 году, на популярной в то время литературной странице республиканской газеты «Ленинан некъ» («Ленинский путь»). Печатался во всех газетах, которые выходили на чеченском языке: от веденской районной «Колхозан дахар» («Колхозная жизнь») до республиканской «Васт» («Образ»).
Стихи Ильмана Юсупова, написанные в начале творческого пути, были включены в коллективные сборники «Даймехкан мукъамаш» («Напевы Родины») и «Шерийн гунан когашкара» («У подножья лет»), вышедшие в Грозном в 1985 и 1989 годах. Позднее его стихи публиковались в коллективном сборнике «Нана-Нохчийчоь» («Мать-Чечня»), выпущенном Дагестанским книжным издательством в 1997 году, а также в коллективном сборнике «Деган орца» («Тревога сердца»), изданном в Грозном в 1998 году.
Произведения Ильмана Юсупова переводились на русский, шведский, английский, испанский, болгарский, азербайджанский,  украинский и грузинский языки.

### Произведения
Книги на чеченском языке:
- «Заманан мазлагӏа» («Пасека времени»), стихи, Грозный, 1991.
- «Доьналлин маьждиг» («Мечеть стойкости»), стихи, Грозный, 1997.
- «Иэсан гӏу» («Колодец памяти»), стихи, Грозный, 1999.
- «Хьан кхерчан суй» («Искра твоего очага»), стихи, Майкоп, 2015.
- «Иэсаца къамел» («Беседа с памятью»), стихи, Майкоп, 2016.
- «Тийналлин мукъамаш» («Напевы тишины»), стихи, Майкоп, 2021.
- «Хьалхара жамIаш» («Первые итоги»), стихи, Грозный, 2022.
- «Кхолламан ворда» («Телега судьбы»), стихи, Грозный, 2024.

Книга на шведском языке:
- «Den tjetjenska härden» («Чеченский очаг»), стихи, Borås, (Швеция), 2011.

Книги на русском языке:
- «Песня и скитанье», стихи, Торонто (Канада), 2015.
- «Отцовское слово», стихи, Дюссельдорф (Германия), 2017.
- «Небо вечно одно», стихи, Екатеринбург (Россия), 2022.
- «Золотые сновиденья», сонеты, Краков (Польша), 2024

Книга на грузинском языке:
- «Свет отчей земли», стихи, Тбилиси (Грузия), 2021.